# Anders Skaarup Rasmussen
Anders Skaarup Rasmussen (Odder, 15 de febrero de 1989) es un deportista danés que compite en bádminton, en la modalidad de dobles.
Ganó dos medallas en el Campeonato Mundial de Bádminton, en los años 2021 y 2023, y cinco medallas en el Campeonato Europeo de Bádminton entre los años 2016 y 2024. En los Juegos Europeos obtuvo dos medallas, plata en Minsk 2019 y oro en Cracovia 2023.
Participó en los Juegos Olímpicos de Tokio 2020, ocupando el quinto lugar en la prueba de dobles.

## Palmarés internacional
| Campeonato Mundial | Campeonato Mundial         | Campeonato Mundial | Campeonato Mundial |
| Año                | Lugar                      | Medalla            | Prueba             |
| ------------------ | -------------------------- | ------------------ | ------------------ |
| 2021               | Huelva (España)            | Medalla de bronce  | Dobles             |
| 2023               | Copenhague (Dinamarca)     | Medalla de plata   | Dobles             |
| Juegos Europeos    |                            |                    |                    |
| Año                | Lugar                      | Medalla            | Prueba             |
| 2019               | Minsk (Bielorrusia)        | Medalla de plata   | Dobles             |
| 2023               | Tarnów (Polonia)           | Medalla de oro     | Dobles             |
| Campeonato Europeo |                            |                    |                    |
| Año                | Lugar                      | Medalla            | Prueba             |
| 2016               | La Roche-sur-Yon (Francia) | Medalla de plata   | Dobles             |
| 2017               | Kolding (Dinamarca)        | Medalla de bronce  | Dobles             |
| 2018               | Huelva (España)            | Medalla de oro     | Dobles             |
| 2021               | Kiev (Ucrania)             | Medalla de bronce  | Dobles             |
| 2024               | Saarbrücken (Alemania)     | Medalla de oro     | Dobles             |